# Graciela Arroyo
Graciela Arroyo (Ciudad de México, 8 de marzo de 1934-ibídem, 20 de septiembre de 2005), conocida también como la Maestra Cordero, fue una enfermera y académica mexicana, que se distinguió por su aporte a la profesionalización de la enfermería en México. Fungió en dos ocasiones como directora de la Escuela Nacional de Enfermería y Obstetricia (ENEO), de la Universidad Nacional Autónoma de México, y fue la primera enfermera mexicana en formar parte del Consejo Universitario de esa institución. Creó la Comisión Interinstitucional de Enfermería de la Secretaría de Salud de la cual fue Coordinadora en tres administraciones distintas, una institución clave para el fortalecimiento de la enfermería en el sector salud.

## Educación
Graciela Arroyo realizó sus estudios técnicos de enfermería en el Instituto Mexicano de Enfermeras, donde se tituló e 1954. En 1960 cursó la especialización en salud pública Escuela de Salud Pública donde se especializó en salud pública, y se formó como profesora en esa materia. La Maestra Cordero concluyó la Licenciatura en Enfermería en la Universidad Autónoma Metropolitana y obtuvo el grado de Maestra en Enseñanza Superior en la Facultad de Filosofía y Letras de la UNAM.

## Actividad académica
En el ámbito académico, la Maestra Graciela Arroyo de desempeñó como docente e investigadora. Entre sus principales logros se encuentra el haber sido la primera enfermera mexicana en formar parte del Consejo Universitario de la Universidad Nacional Autónoma de México. Desde dicha posición se destacó por haber impulsado modelos novedosos para la atención comunitaria, destacando la creación del Centro de Atención Comunitaria de Atención Primara y el Centro de Investigación Materno Infantil. Como integrante del Consejo Universitario se le reconoce su labor para la consolidación de la Licenciatura en Enfermería, y su impulso a la creación del posgrado en enfermería en la Escuela Nacional de Enfermería y Obstetricia.
Fue secretaria académica y directora de la Escuela Nacional de Enfermería y Obstetricia en dos ocasiones, de 1987 a 1994 y de 1994 a1997. Bajo su gestión  se realizó el primer examen por áreas de conocimiento como opción de titulación a nivel técnico y a nivel licenciatura, e inició el Sistema de Universidad Abierta.

## Cargos públicos
De 1996 a 2005 coordinó la Comisión Interinstitucional de Enfermería, donde promovió el establecimiento del Código de Ética de las Enfermas y Enfermeros de México, trabajó en la modernización de la estructura de enfermería en las instituciones de salud, y bajo se gestión se logró definir un código dentro del organigrama de la Secretaría de Salud para las Licenciadas en Enfermería y las Enfermeras con nivel de postgrado, sentando las bases para que la enfermería en México tuviera un estatus profesional, desincorporando la enfermería del tabulador de salarios mínimos.

## Premios y distinciones
A lo largo de su trayectoria pública y académica, la Maestra Graciela Arroyo se hizo acreedora de distintos reconocimientos y distinciones, entre los que destacan los siguientes:
- En 1994 recibió el Premio Enfermera Isabel Cendala y Gómez al Mérito en Enfermería, otorgado por la Secretaría de Salud a través del Consejo General de Salubridad (CSG).
- En 2003 recibió la Medalla al Mérito, otorgada por la Secretaría de Salud en ocasión de su 60 Aniversario.
- Premio Sor María Guadalupe Alacoque Cerisola, otorgado por la Sociedad Mexicana de Cardiología.
- Miembro Distinguido del Comité Técnico de Enfermería de la Dirección General de Profesiones de la Secretaría de Educación Pública.[2]

Tras su fallecimiento, mediante decreto publicado en el Diario Oficial de la Federación (DOF), el 10 de abril de 2006, se creó el Reconocimiento al Mérito en Enfermería Graciela Arroyo de Cordero, que se otorga anualmente a profesionales de la enfermería que se distinguen por su vocación de servicio, su compromiso con la formación de nuevas generaciones, así como por su contribución social a la salud de la población de México y a la consolidación de las instituciones del sector salud.
En honor a su trayectoria, el Dr. Julio Frenk Mora develó su busto en la Explanada de Enfermeras Ilustres el 16 de mayo de 2006. En dicha ocasión, el entonces secretario de Salud destacó la labor de la Maestra Graciela Arroyo en la creación de una Carta de Derechos de las Enfermeras y los Enfermeros de México.
La biblioteca de la Escuela Nacional de Enfermería y Obstetricia, inaugurada el 8 de marzo de 2010, fue nombrada en su honor por su trayectoria y por su rol en la consolidación de instituciones universitarias para la profesionalización de la enfermería en México.

## Vida personal
La Maestra Graciela Arroyo tuvo dos hijos, el político mexicano Ernesto Cordero Arroyo, y la pedagoga Graciela Cordero Arroyo.